# Das Haus der Harmonie
Das Haus der Harmonie (Originaltitel Perfect Harmony) aus dem Jahr 1998 ist ein Buch der amerikanischen Schriftstellerin Barbara Wood. An den Orten Palm Springs und Singapur geht die Handlung bis in das Jahr 1908 zurück.
Charlotte ist eine amerikanische Unternehmerin chinesischer Abstammung. Sie wünscht sich sehnlichst ihre Jugendliebe Jonathan herbei. Dieser Herr reist auch im Verlauf der Handlung aus Großbritannien an. Charlottes Ururgroßvater war ein reicher Arzt in Singapur. Die Frau wird beschuldigt, drei Konsumenten seien durch Einnahme vergifteter Naturheilpräparate, die in ihrem Unternehmen Harmonie Biotech produziert wurden, gestorben. Charlotte jedoch ist eigentlich eine perfekte Unternehmerin, die auch für ihre Arbeiter und Angestellten nur das Beste will. Aber just in dem Moment kratzt ein Unbekannter am Ruf des Unternehmens. Dort macht sich Aufruhr breit, und Verdächtige gibt es genug:
- Agent Valerius Knight, Afroamerikaner, kann Charlotte aus persönlichen Gründen nicht leiden. Knight erweist sich schließlich als Beamter, der lediglich im Auftrag der Regierung ermittelt.
- Mr. Sung, betagter oberster Justitiar von Biotech, enger Freund der verstorbenen Großmutter Charlottes, hat besagte Großmutter angeblich als Letzter lebend gesehen. Schließlich stellt sich heraus, der Justitiar spielt das Versteckspiel der im Hintergrund erzählenden, noch lebenden Großmutter mit.
- Wer schreibt Charlotte die nicht zurückverfolgbaren E-Mails? Jonathan kann es nicht sein. Denn dieser Computer-Sicherheitsexperte will Charlotte helfen.

Jonathan verwanzt das große Unternehmen, um dem Verbrecher auf die Spur zu kommen. Im Verlauf stellt sich heraus, dass es Desmond Barclay, Charlottes Halbbruder, war.
Zum Ende der Handlung entpuppt sich Charlottes Großmutter als deren Mutter. Jene leitete bis zu ihrem Ableben mit 91 Jahren noch Charlottes Unternehmen. Jeden Tag ging sie bis zuletzt an den Arbeitsplätzen vorbei. 
Abwechselnd erzählen Barbara Wood in der Gegenwart und Charlottes Großmutter in der Vergangenheit. In den Großmutter-Passagen wird die Familiengeschichte in die Handlung hereingeholt. Der Text ist handwerklich raffiniert gearbeitet. In ihrem letzten Kapitel wechselt die Großmutter/Mutter ebenfalls in die Gegenwart – die beiden Erzählstränge treffen sich im Heute.

## Verfilmung
2005 wurde der Roman unter seinem deutschen Titel für das Fernsehen von Marco Serafini mit den Schauspielern Maggie Q, Fann Wong, Philipp Brenninkmeyer, Daniel Morgenroth, Claudine Wilde, Jason Chan und Monika Peitsch verfilmt. Die Erstausstrahlung erfolgte im ZDF am 30. Oktober  und am 6. November 2005.